# Реальний коментар
Реальний коментар (рос. реальный комментарий) — це своєрідні довідки про реалії минулого. Такі коментарі можуть писатися про особу, подію, предмети чи явища. Ці знання допомагають реципієнту зрозуміти і відчути ту епоху, про яку читає, завдяки майстерності автора.
При написанні коментаря видавництво повинно зважати на тезаурус читача.
До одного і того ж твору можуть бути написані коментарі різних типів:
- академічний;
- популярно-масовий;
- навчальний;
- для дітей.

Коментарі при роз'ясненні одних і тих же «важких місць» подають інформацію загального характеру і особливі відомості. Загальна — це та інформація, яка включається зазвичай у всі коментарі: історія створення, кому присвячено, де написано, в яких умовах, які події послужили основою, імпульсом для його написання, як пов'язана тема з реальним життям автора, як і які реальні факти (не обов'язково з життя самого автора) заломилися під пером автора в художнє узагальнення.
Як правило, це популярно-енциклопедичні дані, перенесені з різного роду довідників, які дають точні, конкретні відомості і не вводять читача в оману.
Особливі — це ті відомості, які властиві тільки цьому типу коментаря, це те, що робить, наприклад, навчальний коментар навчальним, а коментар для дітей дитячим.
ІСТОРИКО-ЛІТЕРАТУРНИЙ КОМЕНТАР — коментар, який розкриває зовнішню долю виданого твору, його роль в творчому розвитку автора, місце і роль в історико-літературному процесі, містить матеріали про відношення автора до свого твору, про те, як сприймали і оцінювали твір сучасники автора і подальші покоління читачів, як автор сприймав відношення читачів і критиків до свого твору.